# Circondario del ducato di Lauenburg
Il circondario del ducato di Lauenburg (in tedesco Kreis Herzogtum Lauenburg) è il circondario più meridionale dello Schleswig-Holstein, Germania. È delimitato (da ovest in senso orario) dal circondario dello Stormarn, dalla città di Lubecca, dallo stato di Mecklenburg-Vorpommern (circondari di Nordwestmecklenburg e Ludwigslust), dallo stato della Bassa Sassonia (circondari di Lüneburg e Harburg) e dallo Stato della città di Amburgo. Il circondario Herzogtum Lauenburg (letteralmente Ducato di Lauenburg) era chiamato storicamente Ducato di Sassonia-Lauenburg.

## Geografia fisica
Il circondario ha una serie di città storicamente importanti ad esempio, Lauenburg/ Elbe, Mölln e Ratzeburg, dovuta al passaggio della Alte Salzstraße (letteralmente vecchia strada del sale), una delle principali rotte commerciali medievale. Il trasporto del sale fu anche il motivo per costruire la più antica via d'acqua artificiale d'Europa, il canale Stecknitz (1398). Che fu sostituito nel 1900 dal canale Elba-Lubecca.
Il paesaggio è caratterizzato da numerosi laghi, che costituiscono il Naturpark Lauenburgische Seen (parco naturale dei Laghi di Lauenburg. Il lago più grande è la Ratzeburger See con una superficie di 16 km².
Sede amministrativa del circondario è Ratzeburg, la città più grande è Geesthacht.

## Storia
Il circondario Herzogtum Lauenburg corrisponde quasi perfettamente al ducato medievale di Sassonia-Lauenburg, che era il risultato di varie divisioni del più grande Ducato di Sassonia. Il Ducato di Sassonia fu diviso nel 1260 in due stati di Sassonia-Wittenberg e Sassonia-Lauenburg.
Sassonia-Lauenburg era conosciuto anche con il solo nome di Lauenburg. Mentre il territorio di Sassonia-Wittenberg cambiò drasticamente nel corso dei secoli, il Ducato di Lauenburg rimase quasi invariato, fino a quando non perse la sua indipendenza nel 1689, e fu ereditato dal Principato di Lüneburg. Al congresso di Vienna venne assegnato al duca di Holstein che era anche il Re di Danimarca, così che tra il 1815 e il 1864 fu sotto il dominio danese. Nel 1864 divenne parte della Prussia dopo la Seconda Guerra di Schleswig. Per un breve periodo Lauenburg era ancora un'entità autonoma, ma nel 1876 fu inserito come un distretto nella provincia prussiana dello Schleswig-Holstein.
Lauenburg è stata la prima capitale del distretto. Nel 1937 la città di Ratzeburg, che prima faceva parte del Meclemburgo, fu integrata nel circondario.
Nel 1937 la cosiddetta "legge sulla Grande Amburgo" decretò alcune modifiche territoriali:
- la località di Curslack del comune di Börnsen venne ceduta al Land di Amburgo;[2]
- la città di Geesthacht, fino ad allora appartenente al Land di Amburgo, venne incorporata nel circondario;[3]
- i comuni di Albsfelde, Behlendorf, Düchendorf, Giesensdorf, Harmsdorf, Groß Schretstaken, Hollenbeck, Klein Schretstaken, Nusse, Poggensee, Ritzerau, Sierksrade e Tramm, fino ad allora parte del Land di Lubecca contemporaneamente disciolto, vennero incorporati nel circondario.[4]

Dopo la fine della seconda guerra mondiale è stata la parte della zona di occupazione britannica.

## Stemma
Lo stemma è composto da un cavallo bianco, l'antico simbolo del Ducato di Lauenburg. Il cavallo è circondato dal bianco e nero che rappresentano i colori della Prussia.

## Infrastrutture e trasporti
- Dal 2003, il sistema di trasporto pubblico nel circondario è stato integrato nella Hamburger Verkehrsverbund (HVV) rete metropolitana di Amburgo.
- Le connessioni con l'autostrada sono la A1 (Amburgo-Lubecca) a ovest, e la A 24 (Amburgo-Berlino) nel sud, la A 25 (Geesthacht-Amburgo) e la A 20 (Lubecca-Rostock) nel nord.
- Esistono collegamenti ferroviari da Amburgo a Büchen e a Berlino e da Lueneburg a Büchen e Lubecca, attraverso Mölln/Ratzeburg. Entrambe le linee sono gestite dalla Deutsche Bahn AG.Da Bergedorf a Geesthacht c'è ancora la vecchia ferrovia delle merci, che ora serve come un museo ferroviario.
- Sull'Elba c'è il porto di Lauenburg ad una delle estremità del canale Elba-Lubecca, inaugurato nel 1900. Tramite il canale si connette alla parte centrale della rete europea a Lubecca e al Mar Baltico.
- Gli aeroporti più vicini sono l'aeroporto Lubecca e quello di Amburgo.

## Città e comuni
(Abitanti il 31 dicembre 2021)
Comuni e città non appartenenti a comunità amministrative
1. Geesthacht, città (31 539)
2. Lauenburg/Elbe, città (11 644)
3. Mölln, città (19 329)
4. Ratzeburg, città (14 418)
5. Schwarzenbek, città (16 940)
6. Wentorf bei Hamburg (13 366)

Comunità amministrative (* = Sede amministrativa)
- 1. Amt Berkenthin (8 430)

1. Behlendorf (404)
2. Berkenthin* (2 132)
3. Bliestorf (655)
4. Düchelsdorf (160)
5. Göldenitz (229)
6. Kastorf (1 157)
7. Klempau (604)
8. Krummesse (1 664)
9. Niendorf bei Berkenthin (190)
10. Rondeshagen (794)
11. Sierksrade (441)

- 2. Amt Breitenfelde (6 712)
(capoluogo: Mölln)

1. Alt-Mölln (824)
2. Bälau (218)
3. Borstorf (316)
4. Breitenfelde (2 072)
5. Grambek (502)
6. Hornbek (200)
7. Lehmrade (570)
8. Niendorf/ Stecknitz (656)
9. Schretstaken (498)
10. Talkau (518)
11. Woltersdorf (338)

- 3. Amt Büchen (14 883)

1. Besenthal (96)
2. Bröthen (333)
3. Büchen* (6 473)
4. Fitzen (376)
5. Göttin (58)
6. Gudow (1 668)
7. Güster (1 321)
8. Klein Pampau (678)
9. Langenlehsten (154)
10. Müssen (1 231)
11. Roseburg (537)
12. Schulendorf (443)
13. Siebeneichen (259)
14. Tramm (339)
15. Witzeeze (917)

- 4. Amt Hohe Elbgeest (20 611)

1. Aumühle (3 237)
2. Börnsen (4 783)
3. Dassendorf* (3 418)
4. Escheburg (3 498)
5. Hamwarde (857)
6. Hohenhorn (556)
7. Kröppelshagen-Fahrendorf (1 349)
8. Wiershop (207)
9. Wohltorf (2 531)
10. Worth (175)
11. Sachsenwald -Territorio non appartenente ad alcun comune-

- 5. Amt Lauenburgische Seen (13 721)
(capoluogo: Ratzeburg)

1. Albsfelde (74)
2. Bäk (891)
3. Brunsmark (149)
4. Buchholz (236)
5. Einhaus (424)
6. Fredeburg (45)
7. Giesensdorf (157)
8. Groß Disnack (83)
9. Groß Grönau (3 824)
10. Groß Sarau (1 027)
11. Harmsdorf (312)
12. Hollenbek (451)
13. Horst (231)
14. Kittlitz (279)
15. Klein Zecher (238)
16. Kulpin (199)
17. Mechow (133)
18. Mustin (703)
19. Pogeez (474)
20. Römnitz (48)
21. Salem (629)
22. Schmilau (554)
23. Seedorf (525)
24. Sterley (920)
25. Ziethen (1 115)

- 6. Amt Lütau (3 913)
(capoluogo: Lauenburg/Elbe)

1. Basedow (642)
2. Buchhorst (148)
3. Dalldorf (345)
4. Juliusburg (184)
5. Krukow (158)
6. Krüzen (357)
7. Lanze (265)
8. Lütau (705)
9. Schnakenbek (904)
10. Wangelau (205)

- 7. Amt Sandesneben-Nusse (15 678)

1. Duvensee (550)
2. Grinau (332)
3. Groß Boden (202)
4. Groß Schenkenberg (565)
5. Klinkrade (592)
6. Koberg (792)
7. Kühsen (358)
8. Labenz (893)
9. Lankau (474)
10. Linau (1 219)
11. Lüchow (291)
12. Nusse (1 161)
13. Panten (648)
14. Poggensee (351)
15. Ritzerau (298)
16. Sandesneben* (1 859)
17. Schiphorst (698)
18. Schönberg (1 444)
19. Schürensöhlen (156)
20. Siebenbäumen (599)
21. Sirksfelde (331)
22. Steinhorst (571)
23. Stubben (371)
24. Walksfelde (207)
25. Wentorf (Amt Sandesneben) (716)

- 8. Amt Schwarzenbek-Land (9 635)
(capoluogo: Schwarzenbek)

1. Basthorst (414)
2. Brunstorf (741)
3. Dahmker (154)
4. Elmenhorst (861)
5. Fuhlenhagen (393)
6. Grabau (347)
7. Groß Pampau (152)
8. Grove (258)
9. Gülzow (1 322)
10. Hamfelde (483)
11. Havekost (186)
12. Kankelau (224)
13. Kasseburg (583)
14. Kollow (599)
15. Köthel (287)
16. Kuddewörde (1 503)
17. Möhnsen (513)
18. Mühlenrade (174)
19. Sahms (441)